# Julius Hermann Schultes (1804-1840)
Julius Hermann Schultes  (Viena, 4 de fevereiro de 1804 — Munique, 1 de setembro de 1840) foi um médico e botânico austríaco.